# William Ashley Bradfield
William Ashley Bradfield, detto Bill (Levin, 20 giugno 1927 – 9 giugno 2014), è stato un ingegnere e astronomo neozelandese.
Nato in Nuova Zelanda, Bradfield ha vissuto a Yankalilla, nell'Australia Meridionale, e compiuto le proprie osservazioni con un telescopio autocostruito di 25 cm.
Era noto anche come The Wizard of Dernancourt (in italiano il Mago di Dernancourt) e nel 2004, all'età di settanta sette anni, scoprì la sua ultima cometa "C/2004 F4 (Bradfield)
.

## Biografia
Bradfield è stato un ricercatore in campo missilistico. Sposato, ha avuto tre figlie. È stato membro onorario a vita della Astronomical Society of South Australia.

## Attività astronomica

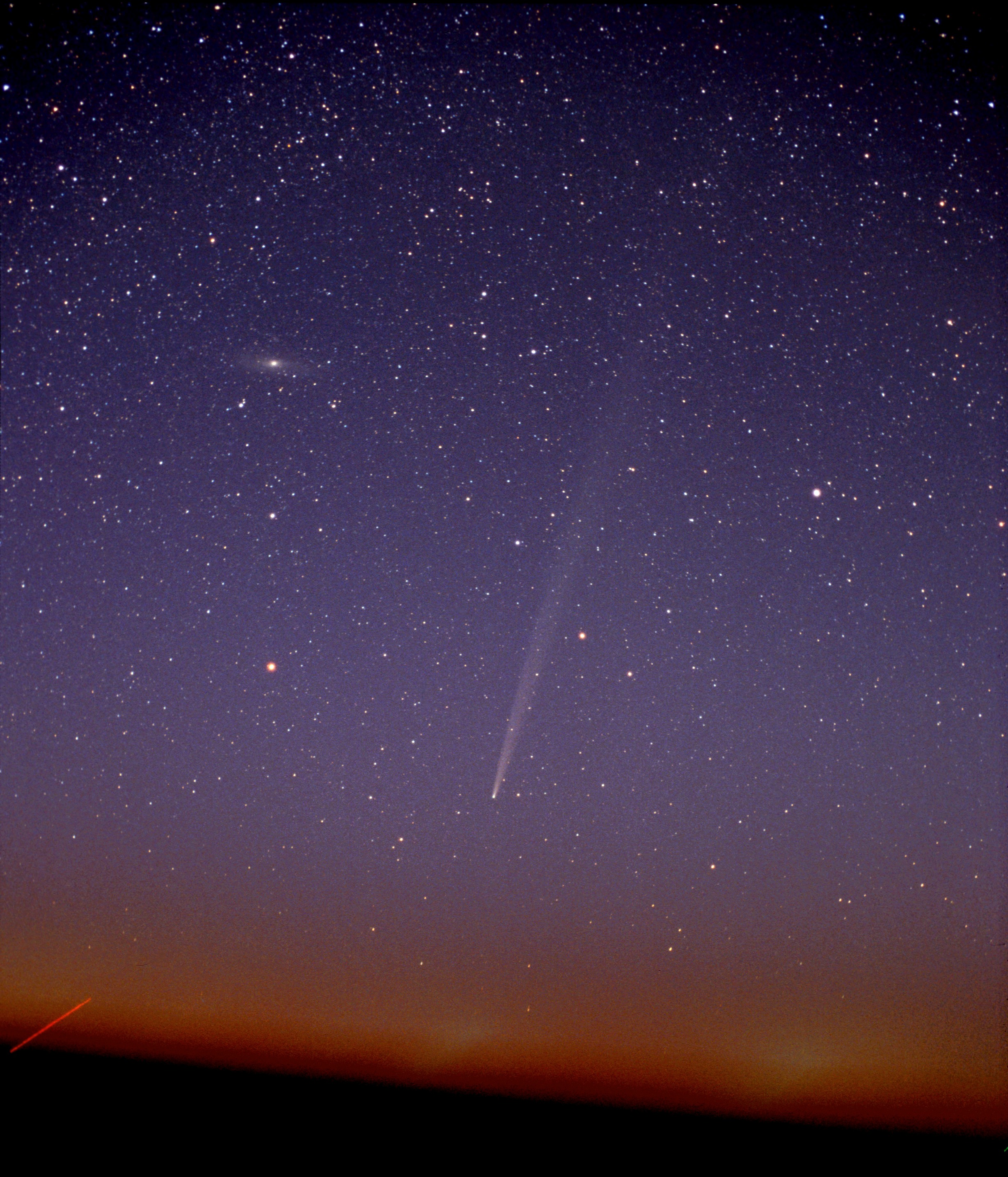
La cometa C/2004 F4 Bradfield, vista dal Colorado

Bradfield ha cominciato a ricercare comete nel 1971, inizialmente con un rifrattore da 6 pollici, e in seguito con un riflettore da 10 pollici. Durante la sua lunga attività di astrofilo, si è dedicato quasi esclusivamente all'osservazione e alla ricerca di comete.
Bradfield ha scoperto diciotto comete. Scoperte in ordine cronologico:
| Denominazione       | Data di scoperta | Fonti  |
| ------------------- | ---------------- | ------ |
| C/1972 E1 Bradfield | 12 marzo 1972    | [ 8 ]  |
| C/1974 C1 Bradfield | 12 febbraio 1974 | [ 9 ]  |
| C/1975 E1 Bradfield | 12 marzo 1975    | [ 10 ] |
| C/1975 V2 Bradfield | 11 novembre 1975 | [ 11 ] |
| C/1976 D1 Bradfield | 19 febbraio 1976 | [ 12 ] |
| C/1976 E1 Bradfield | 3 marzo 1976     | [ 13 ] |
| C/1978 C1 Bradfield | 4 febbraio 1978  | [ 14 ] |
| C/1978 T3 Bradfield | 10 ottobre 1978  | [ 15 ] |
| C/1979 M1 Bradfield | 24 giugno 1979   | [ 16 ] |
| C/1979 Y1 Bradfield | 24 dicembre 1979 | [ 17 ] |
| C/1980 Y1 Bradfield | 17 dicembre 1980 | [ 18 ] |
| C/1984 A1 Bradfield | 7 gennaio 1984   | [ 19 ] |
| C/1987 P1 Bradfield | 11 agosto 1987   | [ 20 ] |
| C/1989 A3 Bradfield | 6 gennaio 1989   | [ 21 ] |
| C/1992 B1 Bradfield | 31 gennaio 1992  | [ 22 ] |
| C/1992 J2 Bradfield | 3 maggio 1992    | [ 23 ] |
| C/1995 Q1 Bradfield | 17 agosto 1995   | [ 24 ] |
| C/2004 F4 Bradfield | 23 marzo 2004    | [ 25 ] |

## Riconoscimenti
Gli è stato dedicato l'asteroide 3430 Bradfield.
Nel 1981 ha ricevuto la Berenice Page medal.
Nel 2000 la Astronomical Society of South Australia ha intitolato uno dei suoi premi Bill Bradfield Astronomy Award.
Nel 2004 ha ricevuto il premio 2004 Edgar Wilson Award per la scoperta della cometa C/2004 F4 Bradfield.